# Споменик Вуку Караџићу (Крагујевац)
Споменик Вуку Караџићу у Крагујевцу се налази на тргу испред зграде Прве крагујевачке гимназије, на ђачком тргу.
Споменик је подигнут 1987. године, поводом 200 година рођења Вука Kараџића. Рад је вајара Александра Зарина.